# Belenos Rugby Club
El Belenos Rugby Club, denominado Pasek Belenos por motivos de patrocinio, es un club de rugby de la ciudad de Avilés, en el Principado de Asturias. Actualmente milita en la División de Honor B.

## Historia
El Belenos Rugby Club se fundó en 1998 como una escisión de la sección de rugby de la Asociación Atlética Avilesina.
En la temporada 1998-99 se mudó provisionalmente al municipio vecino de Avilés, Castrillón, debido a que, tras una pretemporada realizando los entrenamientos en el Parque de Ferrera y en la playa de Salinas, el Ayuntamiento de Castrillón ofreció al club las instalaciones de Ferrota II, en Piedras Blancas. Esa temporada el club ganó la Liga Regional Asturiana, y en la fase de ascenso a Primera División Nacional derrotó en semifinales al EUITA de Lugo y en la final al Lalín R.C.
El club blanquiazul se fue asentando en la categoría de Primera Nacional, además de cosechar buenos resultados en torneos de rugby siete, como el campeonato obtenido en el Seven de Grado o el subcampeonato en el seven de La Calzada. En junio del año 2000 el Belenos disputó su primer encuentro internacional en el Torneo de Torrelavega ante el Laugharne RFC, encuentro que se saldó con victoria para los británicos tras una igualada primera mitad.
Durante este período el club también se vio obligado a alquilar esporádicamente el campo de La Morgal (Llanera) para oficiar de local hasta que en 2003 se produjo el traslado definitivo a Avilés, al estadio Muro de Zaro en el barrio avilesino de Llaranes gracias a un acuerdo con el Ayuntamiento de la ciudad del club.
Una vez asentados, la entidad empezó a crecer de manera importante, y en el año 2007 el equipo finalizó subcampeón de Primera Nacional siendo eliminado en la fase de ascenso por el Jaén Rugby. Un año más tarde, en 2008, se proclamó campeón de Primera Nacional y ascendió a División de Honor B, superando en la fase de ascenso al Club Arquitectura de Madrid en primera ronda y al CR Sant Cugat en segunda ronda.
Aunque el club descendió a Primera Nacional al año siguiente, Belenos Avilés consiguió mayor notoriedad en medios de comunicación, atención por parte de las instituciones y más arraigo en la comarca con nuevos socios y empresas colaboradoras.
En el año 2014 el club avilesino volvió a ascender División de Honor B tras quedar campeón del grupo norte y al igual que en 2008 se descendió de categoría al año siguiente. A pesar de ello el club siguió creciendo durante estos años, con un incremento en las fichas de los equipos base incluyendo en 2018 la creación de su sección femenina.
En la temporada 2018/2019 volvió a obtener el subcampeonato de Primera Nacional y clasificarse para la fase de ascenso a División de Honor B, si bien acabó ascendiendo directamente tras la cesión de la plaza por parte del Club de Rugby Arquitectura Técnica (CRAT) de La Coruña.
La entidad logra en la temporada 2019/2020 la permanencia en División de Honor B por primera vez en su historia antes del parón por la crisis del coronavirus.
En la temporada 2021-22 ascendió a División de Honor tras conseguir la concesión de la plaza vacante que quedó en la categoría tras el descenso administrativo del Club Alcobendas Rugby.

## Estadio
Su terreno de juego es desde la campaña 2023-24, el Estadio Yago Lamela, ubicado en la zona del Quirinal, en el barrio de Les Meanes / Las Meanas en Avilés. Es una instalación de atletismo que ha sido adaptada para la práctica del rugby. Dispone de una capacidad para 1163 espectadores.
Desde 2004 hasta 2023 el terreno de juego del Belenos RC fue el Estadio Santa Bárbara, gracias a un acuerdo con el Ayuntamiento de Avilés. Está situado en el avilesino poblado de Llaranes y posee una capacidad para unos 3000 espectadores.
A lo largo de su historia el club también ha disputado sus encuentros como local en el campo de arena de Las Arobias (Avilés), campo de arena de Ferrota y campo de Pillarno (ambos en Castrillón) y en La Morgal (Llanera).
En la actualidad se encuentra en negociaciones con el Ayuntamiento de Avilés dado que el estadio Muro de Zaro se comparte con otros dos equipos de fútbol de la ciudad. El objetivo es la construcción de unas instalaciones específicas de rugby en la ciudad: terreno con graderío, un gimnasio, oficinas, sala de prensa, sala médica, vestuarios, aseos, etc.

## Escuela de rugby
Uno de los pilares de la filosofía del club se centraba en los equipos de cantera, con un especial cuidado a la formación de buenos jugadores, aunque con los ascensos a categorías superiores, cada vez se ha tenido que invertir más dinero en fichajes, para traer jugadores de fuera que complican más la llegada de canteranos al primer equipo. Esto además le ha traído conflictos legales al club, por temas de nacionalidades e inscripciones. 
El Belenos RC cuenta con un equipo filial que desde la temporada 2019/2020 compite en la Liga Norte, misma categoría en la que compite el equipo sénior femenino.
La cantera del club cuenta con varios equipos en las categorías sub-18, sub-16, sub-14, sub-12, sub-10 y sub-8, llegando a un total de casi 250 licencias.
La atención del club al rugby base también se ve reflejada en iniciativas como la organización de la Avilés Rugby Cup en 2017, torneo que congregó a una decena de escuelas no solo asturianas sino también procedentes de Castilla y León, Cantabria, Madrid o País Vasco.

## Simbología
El nombre Belenos hace referencia al antiguo dios celta Belenus, que significaba ‘brillantez’.
El escudo del club muestra unos palos de rugby, una flor hexapétala (símbolo celta típico de los hórreos asturianos) con forma oval en la parte central y una "páxara", un animal mitológico que aúna características de todos los animales pues en él se distinguen rasgos de peces (cabeza y aleta dorsal), pájaros (alas) y de animales terrestres (cuerpo y patas). Rematan el escudo dos trisqueles en ambos costados.

## Palmarés
- Campeón de Primera Nacional en la temporada 2007/2008.
- Campeón de Primera Nacional en la temporada 2013/2014.